# Louis-Vivant Lagneau
 (décembre 2016).
Si vous disposez d'ouvrages ou d'articles de référence ou si vous connaissez des sites web de qualité traitant du thème abordé ici, merci de compléter l'article en donnant les références utiles à sa vérifiabilité et en les liant à la section « Notes et références ».
Louis-Vivant Lagneau, né le 8 novembre 1781, à Chalon-sur-Saône (Saône-et-Loire) et mort le 15 décembre 1867 à Paris (9e), est un chirurgien militaire et médecin vénérologue français. 
Il a participé à 22 campagnes napoléoniennes et a été  membre de l'Académie nationale de médecine. 

## Biographie

### Naissance et enfance
Louis-Vivant Lagneau, dans le Journal d'un chirurgien de la grande armée décrit son enfance et sa formation. Il indique qu'il est baptisé à l'église Saint-Jean de Vieille-Maizelle[Quoi ?], paroisse de ses parents Simon Lagneau, de Drancy-le-Fort et Anne Adenot, de Chagny. Il a un frère aîné et trois sœurs plus jeunes que lui. À la sortie de ses premières écoles, il est placé chez un grammairien-latiniste, M. Briolet, jusqu'en 1790. Il rentre alors au collège de Chalon-sur-Saône, tenu par des religieux. Ces derniers sont renvoyés, dans cette période révolutionnaire ; il est alors organisé un collège laïque.

### Formation
Le collège ne fonctionna que peu de temps. Lagneau est alors placé à l'hôpital de Chalon-sur-Saône, sous la direction d'un chirurgien, M. Gauthey. Mais son apprentissage lui paraissant insuffisant, 18 mois après son entrée à l'hôpital, il le quitte pour Paris. Il suit alors les cours de Bichat jusqu'en 1802, date de sa mort. En 1803 il est reçu interne des hôpitaux, lors de l'ouverture du premier concours, le 3 janvier 1803 (14 prairial de l'an XI). Il a 22 ans. Sa thèse de doctorat est un Exposé des diverses méthodes de traiter les maladies vénériennes. 
Il va s'établir à Paris, en contractant avec la veuve Bertrand le rachat de la clientèle de son mari défunt. Mais il n'a pas le temps de s'installer. Le Premier Consul, par arrêté du 1er décembre 1803 (9 frimaire an XII), organise le service de santé des armées. L. V. Lagneau, dans ce cadre là, est pris par la conscription. 

### Chirurgien des armées de Napoléon
Il est nommé chirurgien de troisième classe au 3e corps de l'armée des Côtes et attaché à l'hôpital de Bruges. Il est chirurgien du 8 octobre 1803 jusqu'au 23 septembre 1815. Il suit toujours fidèlement Napoléon au sein de différents régiments. Il est successivement sous-aide-major au 1er bataillon du 9e régiment de ligne (4 février 1804) ; chirurgien aide-major au 12e régiment de dragons (9 novembre 1806) ; chirurgien-major au 2e régiment des conscrits grenadiers de la Garde (29 avril 1809), avec le même grade, il est affecté ensuite aux fusiliers grenadiers de la Vieille Garde. En 1813, il est chirurgien major du 4e régiment des tirailleurs de la Vieille Garde. Il ne sert pas les Bourbons, mais revient pour les Cent-jours. Il est alors présent jusqu'à Waterloo. Il est mis en non-activité au 1er décembre 1814. Le 15 avril 1815, il est nommé chirurgien major du 3e régiment de grenadiers à pied de la Vieille garde. Le 23 septembre 1815, il est licencié.
Tout au long de ces années, il parcourt la Belgique, l'Italie, la Prusse, la Pologne, l'Espagne, l'Autriche, la Russie, la France. Il a participé à 22 campagnes et à de très nombreuses batailles : Eylau, Friedland, Talavera de la Reina et à la campagne d'Espagne, à la campagne de Russie (Moscou, Smolensk, Moskova, Krasnoié, passage de la Bérénisa), à Bautzen, Dresde, Leipzig, Hanau, la Fère-Champenoise (son cheval est tué sous lui), à Waterloo où son ambulance est près de l'endroit où se tient l'empereur.

### Retour à la vie civile
Il redevient médecin dans la vie civile. Il reprend ses travaux de médecin et de chercheur. En 1816, il est membre de la Société de médecine du département de la Seine, en 1823 il est membre de l'Académie nationale de médecine, section de médecine opératoire.
En 1816, il épouse Marie Marin, héritière de M. Henrion, ancien administrateur général des équipements de l'armée de Sambre-et-Meuse. Plusieurs enfants sont nés de cette union ; sa fille se maria avec Adrien Bigorne, fils d'un ancien officier de la Garde, qui fut, comme son fils René Bigorne (1853-1892, marié à la fille du peintre Léon-Charles Flahaut), maire de Marigny-en-Orxois ; son fils Gustave-Simon, né en 1827, mort en 1896, fut reçu docteur en 1851. Membre de l'Académie de médecine et président de la Société d'anthropologie de Paris, il publia, comme son père, des ouvrages sur les maladies vénériennes.
Louis-Vivant Lagneau a 86 ans quand il meurt, il est enterré au cimetière du Père-Lachaise (27e division).

## Récompenses
Il est nommé membre de la Légion d'honneur le 1808, chevalier de l'Ordre de la Réunion, le 28 novembre 1813, officier de la Légion d'honneur le 26 février 1858. Pour son action lors de l'épidémie de choléra de 1832, il reçoit une médaille pour récompenser les services rendus comme médecin en chef de l'hôpital temporaire du 2e arrondissement de Paris.

## Publications
Les deux écrits de Louis-Vivant Lagneau sont de nature très différente : l'un est un récit des campagnes napoléoniennes alors que l'autre est un ouvrage de médecine.

### LeJournal d'un chirurgien de la grande armée

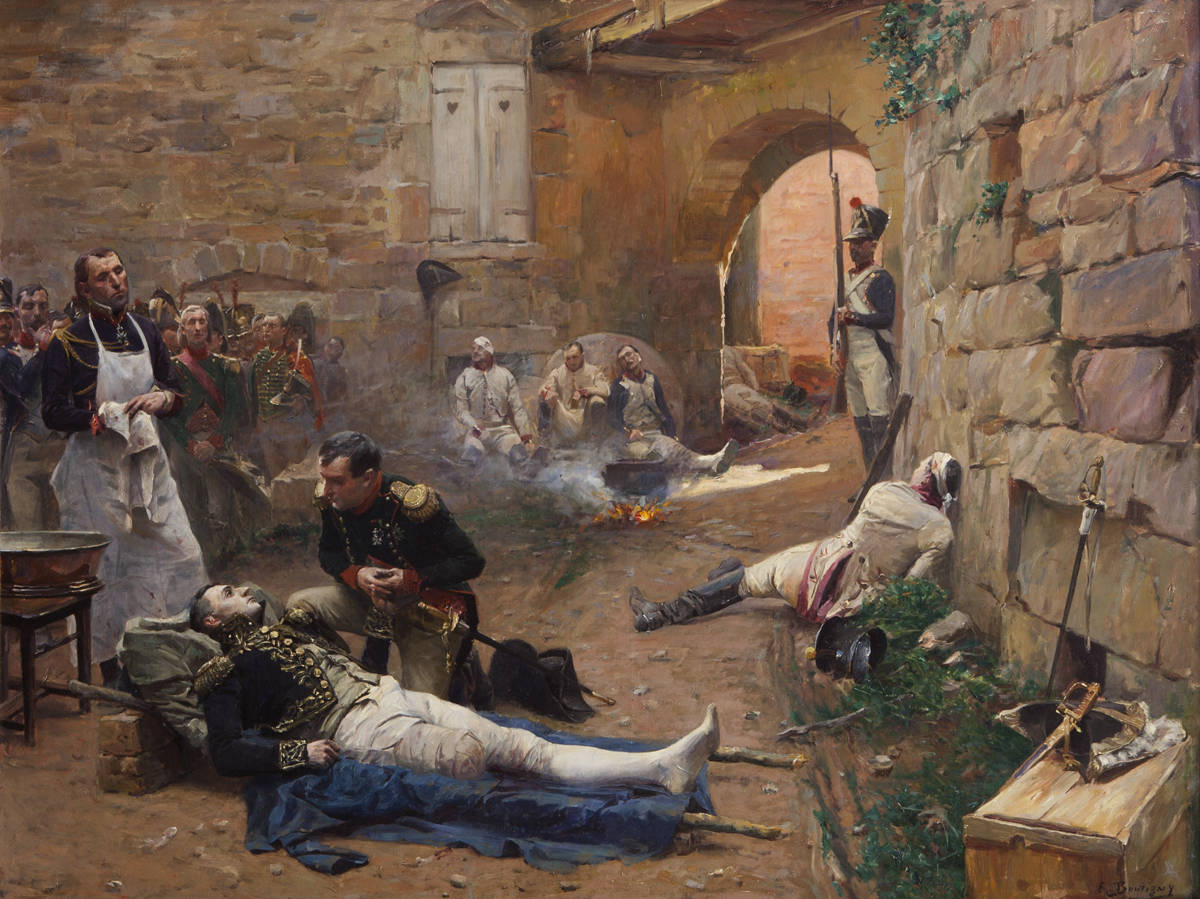
Bataille d'Essling où Lagneau était présent, tableau (de E. Boutigny) montrant la mort de Lannes.

C'est en qualité de chirurgien que Lagneau faisait partie des armées napoléoniennes. Son récit des 22 campagnes auxquelles il a participé est très riche en description et commentaires, l'aspect chirurgical n'est pas l'essentiel
Citation extraite du journal (p. 206) relative à la bataille de Borodino indiquant la création d'un hôpital où l'on soigne tous les blessés : « les russes donnent à cette bataille, la plus sanglante connue, puisque 80 000 russes et 30 000 français ou alliés y sont morts ou ont été blessés, le nom de Borodino. Napoléon celui de bataille de la Moscova, du nom de la rivière qui passe à Moscou et qui était derrière les russes, à une lieue du champ de bataille. Pendant que Murat et sa cavalerie suit l'ennemi, accompagné du corps de Davout, nous restons sur le terrain avec l'Empereur, qui fait établir un hôpital dans un couvent pour tous les blessés, russes et français ».

### Exposé des symptômes de la maladie vénérienne
Sa thèse, Exposé des symptômes de la maladie vénérienne, des diverses méthodes de traitement qui lui sont applicables, est publiée en 1803, elle est rééditée en 1805, 1809, 1811, 1812, 1815, 1828 ; la dernière édition, complétée, modifiée est celle de 1828. Elle fut traduite en espagnol, italien, allemand. Ce succès est dû à ce que le sujet n'était pas traité pas d'autres ouvrages à cette époque. « Cet écrit, qui n’était tout d’abord de la dissertation inaugurale de l’auteur, a reçu ensuite de nombreuses additions. Il contient une exposition méthodique des accidents déterminés par la syphilis, et des différentes méthodes thérapeutiques que l’on oppose à cette maladie. Aussi les praticiens l’ont-ils accueilli avec un tel empressement que les cinq éditions qu’il a eues en 1803, 1812, 1815 et 1818 sont écoulées, l’auteur a mis la 6e sous presse »(l-J Régis).

### Autres publications
Les écrits, recensés par la BNF, ont, pour la plupart trait aux maladies vénériennes.
- Dictionnaire de médecine, articles relatifs aux maladies vénériennes.
- Discours prononcé à la Société de médecine de Paris, dans la séance du 5 janvier 1827, à l'occasion de la mort de M. Cullerier, oncle..., in-8o, 4 p.